# Johannes Orphal

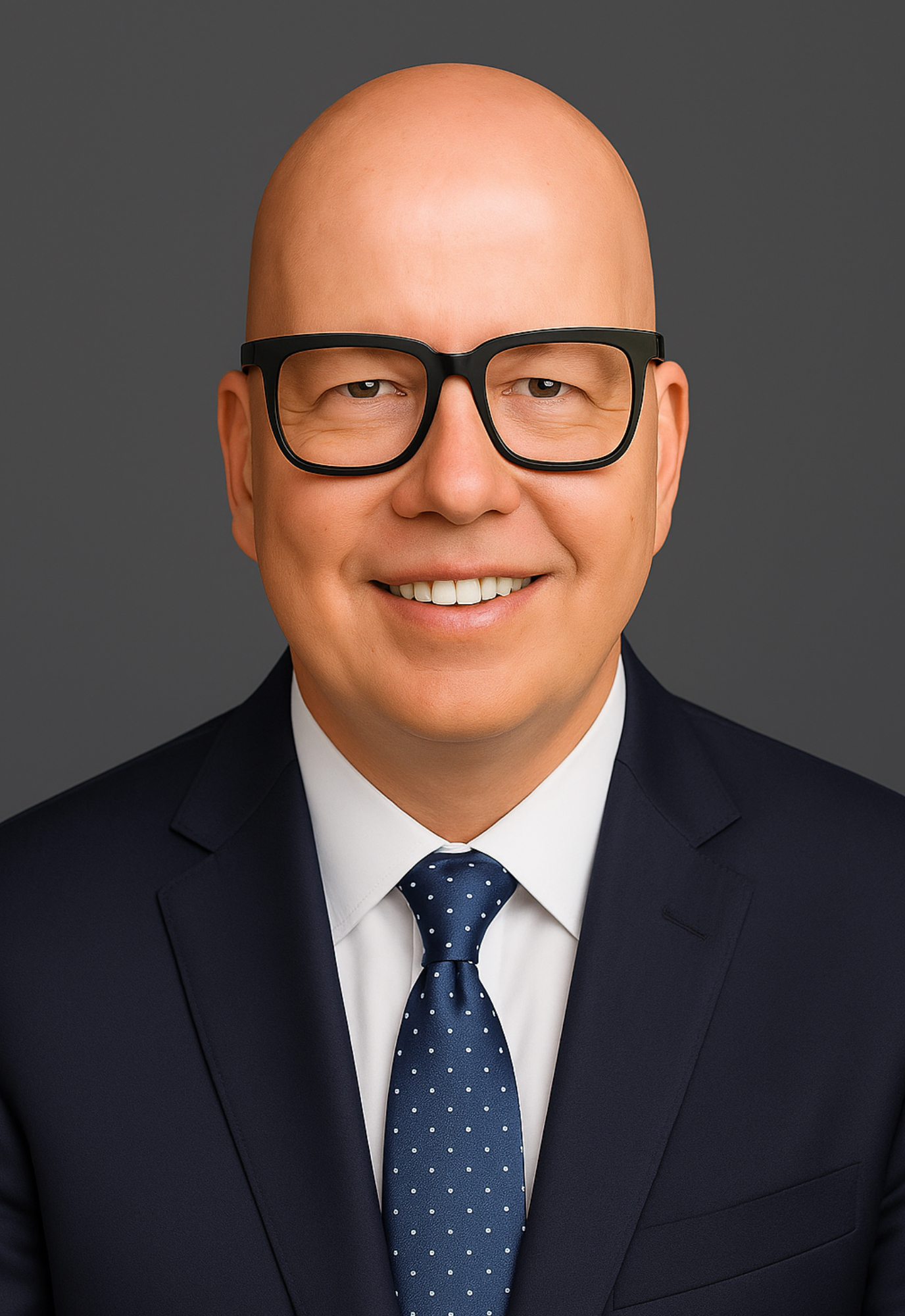
Johannes Orphal (2025)

Johannes Orphal (* 11. Juli 1966 in Magdeburg) ist ein deutscher Physiker, Klimaforscher und Hochschullehrer. Seit 2009 ist er Professor und seit 2020 zudem Bereichsleiter „Natürliche und Gebaute Umwelt“ am Karlsruher Institut für Technologie (KIT).

## Leben
Johannes Orphal wuchs in Berlin-Mitte (damals DDR) auf. Sein Vater Helmut Orphal war dort Pfarrer an der St.-Marien-Kirche. Orphal besuchte von 1980 bis 1984 das Max-Planck-Gymnasium. Vor dem Studium machte er von 1984 bis 1986 eine Berufsausbildung und arbeitete als Computer-Operator an ESER-Großrechnern.
Von 1986 bis 19991 studierte er Physik an der Humboldt-Universität zu Berlin. Zu seinen akademischen Lehrern zählten unter anderem der Physiker Werner Ebeling, der Historiker Dieter Hoffmann und der Philosoph Gerd Irrlitz. Seine Diplomarbeit als Physiker verteidigte er 1991 bei Karin Herrmann an der Humboldt-Universität zu Berlin über die Anwendung von Diodenlasern zum Nachweis von Spurengasen in der Atmosphäre.
Zum Doktoratsstudium ging er 1991 an die Universität Paris-Süd (Paris XI) in Orsay, wo er 1995 promoviert und sich 2002 auch habilitierte. Von 1995 bis 1999 arbeitete er am Institut für Umweltphysik (IUP) und Institut für Fernerkundung (IFE) der Universität Bremen. Orphal war von 1999 bis 2009 Forscher (Chargé de Recherche) des staatlichen französischen Forschungszentrums CNRS in Orsay und von 2006 bis 2009 Professor für Physik an der Universität Paris XII (Paris-Est) in Créteil. Parallel dazu arbeitete er von 2004 bis 2008 als „Senior Fellow“ der Europäischen Union (Programm „Transfer of Knowledge“) am University College Cork in Irland.
Seit 2009 ist Orphal Professor am Karlsruher Institut für Technologie (KIT), wo er bis 2020 auch Direktor des Instituts für Meteorologie und Klimaforschung war und seitdem Leiter des Bereichs 4 „Natürliche und Gebaute Umwelt“ ist. Er war außerdem von 2020 bis 2023 der Beauftragte des KIT-Präsidenten für Klimaschutz und Nachhaltigkeit am KIT. Von 2009 bis 2020 war er Professor für Physik und Leiter des Instituts für Meteorologie und Klimaforschung (IMK) am KIT.

## Wissenschaft
Orphals wissenschaftliche Arbeiten behandeln vor allem Messungen atmosphärischer Spurengase und anderer Moleküle.
Zu seinen wichtigsten Leistungen zählen hochpräzise Labormessungen spektroskopischer Referenzdaten für die atmosphärische Fernerkundung im infraroten, sichtbaren und ultravioletten Spektralbereich, und deren Einbindung in internationale Datenbanken.
Ein weiterer Schwerpunkt sind spektroskopische Untersuchungen von instabilen Halogen- und Halogen-Stickstoff-Oxiden, darunter im Jahre 2008 die erstmalige Beobachtung des stratosphärischen Bromreservoirs BrONO2 (Bromnitrat) in Daten des MIPAS-Instruments auf dem Satelliten Envisat, 2019 die Entdeckung von Ammoniumnitrat NH4NO3 in der oberen Troposphäre, sowie 1996 der Nachweis des kurzlebigen Radikals OIO (Ioddioxid), das eine Schlüsselrolle bei der Bildung mariner Aerosole spielt. Schon in seiner Doktorarbeit (1995) behandelte er u. a. das Infrarotspektrum von Nitrylchlorid (ClNO2), das inzwischen in der Troposphäre entdeckt wurde.
Orphal hat bei der Vorbereitung und Nutzung von Satellitenprojekten zur atmosphärischen Fernerkundung mitgewirkt (u. a. GOME, SCIAMACHY, MIPAS, IASI, PREMIER, MTG). Er war auch bei der Entwicklung einer hochsensitiven Methode zur Messung von Spurengasen (Incoherent broad-band cavity-enhanced absorption spectroscopy IBBCEAS), des deutschen Forschungsflugzeugs HALO und eines Netzwerks zur Quantifizierung von Treibhausgasen (CoCCON) maßgeblich beteiligt. Besondere Schwerpunkte seiner Arbeiten sind das verbesserte Verständnis atmosphärischer Prozesse, die künftige Entwicklung der Ozonschicht und der Klimawandel.
Außerdem befasst er sich mit dem Leben und Werk des Physikers Rudolph Clausius (1822–1888).

## Gremientätigkeiten
Johannes Orphal ist bzw. war wissenschaftlicher Gutachter für eine Reihe von nationalen und internationalen Forschungsorganisationen, darunter ECMWF, ESA, EUMETSAT und die WMO. 2018 wurde Orphal eines von 8 externen berufenen Mitgliedern des Wissenschaftlichen Beirats („Conseil Scientifique“) des CNRS.
Von 2004 bis 2012 war er Vice-Chair der Commission A1 („Atmosphere, Meteorology and Climate“) des Committee on Space-Research (COSPAR), von 2005 bis 2009 Mitglied des Vorstands der Société française de physique (SFP), von 2005 bis 2008 im „User’s Committee“ des Großforschungslabors Synchrotron SOLEIL in Frankreich, und von 2009 bis 2016 Mitglied der International Radiation Commission (IRC) der IAMAS/IUGG. Er ist Berater für das Committee on Earth Observation (CEOS, Teil von GCOS) hinsichtlich der „Atmospheric Composition - Virtual Constellation“.
Seit 2020 ist er Chair der „Environmental Physics Division“ der European Physical Society. Von 2019 bis 2024 war er Vorsitzender des Preiskomitees für die internationalen Gentner-Kastler-, Max-Born- und Smoluchowski-Warburg-Preise der Deutschen Physikalischen Gesellschaft.
Er organisierte die Eröffnungskonferenz des Weltjahres der Physik im Januar 2005 „Physics for Tomorrow“ am Hauptsitz der UNESCO in Paris, mit über 1500 Teilnehmern aus mehr als 100 Ländern (darunter 500 junge Wissenschaftler).
Orphal war von 2015 bis 2016 Vize-Präsident für Personal und Finanzen von Eucor – „The European Campus“. Von 2014 bis 2015 war er als Präsident des Komitees Sciences physiques, chimiques et géographiques für die belgische Agentur AEQES (Agence pour l’Evaluation de la Qualité de l’Enseignement Supérieur) für die Begutachtung der Qualität der Lehre in 17 Universitäten und Hochschulen der Föderation Wallonie-Bruxelles (FWB) verantwortlich.
Von 2011 bis 2015 war er der Wissenschaftliche Sprecher des Zentrums „Klima und Umwelt“ am Karlsruher Institut für Technologie und von 2013 bis 2020 Wissenschaftlicher Sprecher des Programms „Atmosphäre und Klima“ der Helmholtz-Gemeinschaft Deutscher Forschungszentren (HGF).

## Auszeichnungen
- 1991–1992 MICECO Fellowship der Französischen Regierung.
- 1993–1995 „Marie Curie“ Fellow der Europäischen Union (DG-XII).
- 1998 Gewinner eines der ersten „Emmy Noether“ Fellowships der DFG.[23]
- 2004–2009 Senior Fellow im „Transfer of Knowledge“ Programm der EU.[24]
- 2010 50 Years of the Journal of Quantitative Spectroscopy & Radiative Transfer - Milestone Paper Award (3 papers).[25]
- 2014 Co-Laureat des französischen Preises „La Recherche“.[26]
- 2017 Gentner-Kastler-Preis der Deutschen Physikalischen Gesellschaft.[27][28]
- 2017 Gay-Lussac-Humboldt-Preis der Académie des Sciences in Paris.[29][30]
- 2019 Wahl zum Korrespondierenden Mitglied der französischen „Académie de l’Air et de l’Espace“ mit Sitz in Toulouse.

## Veröffentlichungen (Auswahl)
- Johannes Orphal: Rudolph Clausius and his concept of mathematical physics. In: Annalen der Physik. Band 535, 2022, S. 2200065, doi:10.1002/andp.202200065.
- J. Orphal, D. Hoffmann: Rudolph Clausius, Gustav Magnus und die Entstehung des zweiten Hauptsatzes der Thermodynamik. In: D. Hoffmann (Hrsg.): Gustav Magnus und sein Haus. GNT Verlag, Berlin / Diepholz 2020, ISBN 978-3-86225-119-3, S. 85–130.
- J. Orphal: Klimawandel – Wissen und Unsicherheiten. In: T. Böth, M. Meyer-Schwarzenberger (Hrsg.): Klimawandel und nachhaltige Ökonomie. Josef Eul Verlag, Siegburg 2012, ISBN 978-3-8441-0210-9, S. 19–32.
- B. Kerridge, M. Hegglin, J. McConnell, D. Murtagh, J. Orphal, V.-H. Peuch, M. Riese, M. van Weele, J. Langen, U. Cortesi, P. Preusse, B. Vogel, D. Schüttemeyer, B. Carnicero Dominguez, J. Caron, C. Caspar, A. Gabriele, P. Jurado, V. Kangas, S. Kraft, C.-C. Lin, H. Nett, D. Patterson, A. Emrich, U. Frisk, F. von Schéele: PREMIER: an Earth Explorer to observe atmospheric composition. In: Report for Mission Selection. Vol. 3. ESA SP-1324/3 (3 volume series) European Space Agency (ESA), Noordwijk (The Netherlands) 2012, ISBN 978-92-9221-422-7, 224 S.
- J.-M. Flaud, J. Orphal: Spectroscopy of the Earth’s Atmosphere. In: M. Quack, F. Merkt (Hrsg.): Handbook of High-Resolution Spectroscopy. John Wiley & Sons, London 2011, ISBN 978-0-470-06653-9, S. 1971–1999.
- C. Clerbaux, J. Drummond, J.-M. Flaud, J. Orphal: Thermal Infrared: Absorption and Emission – Trace Gases and Parameters. In: J. P. Burrows, U. Platt, P. Borrell (Hrsg.):  The Remote Sensing of Tropospheric Composition from Space. Springer Verlag, Heidelberg / New York 2011,  ISBN 978-3-642-14790-6, Chapter 3, S. 123–152.
- J. Orphal, K. Bogumil, A. Dehn, B. Deters, S. Dreher, O. C. Fleischmann, M. Hartmann, S. Himmelmann, T. Homann, H. Kromminga, P. Spietz, A. Türk, A. Vogel, S. Voigt, J. P. Burrows: Laboratory Spectroscopy in Support of UV-Visible Remote-Sensing of the Atmosphere. In: S. Pandalai (Hrsg.): Recent Research Developments in Physical Chemistry. Vol. 6. Transworld Research Network, Trivandrum, 2002, ISBN 978-81-7895-042-6, S. 15–34.
- J. Orphal: Spectroscopie Moléculaire Appliquée à l’Atmosphère. Habilitation à Diriger les Recherches, Université de Paris-Sud (Orsay), 2002, 50 S.
- J. Orphal: Spectroscopie Infrarouge à Haute Résolution de Molécules Instables d’Intérêt Atmosphérique: ClONO2, ClNO2 et BrONO2.  Thèse de Doctorat, Université de Paris-XI (Paris-Sud), Orsay, 1995, 141 S.
- J. Orphal: Bestimmung von Linienparametern in der v8-Bande von CF2Cl2 (CFC-12) mittels hochauflösender Diodenlaserspektroskopie. Diplomarbeit, Humboldt-Universität zu Berlin, 1991, 112 S.
- W. Ebeling, J. Orphal: Rudolph Clausius in Berlin (1840–1855).  In: Wissenschaftliche Zeitschrift der Humboldt-Universität zu Berlin, Mathematisch-Naturwissenschaftliche Reihe, 1990, 39 (3), S. 210–223.